# Kamerunische Fußballnationalmannschaft/Weltmeisterschaften
Der Artikel beinhaltet eine ausführliche Darstellung der kamerunischen Fußballnationalmannschaft bei Fußball-Weltmeisterschaften. Kamerun konnte sich von den afrikanischen Mannschaften am häufigsten (8-mal) für die WM-Endrunde qualifizieren. Bei der ersten Teilnahme 1982 schied die Mannschaft ungeschlagen nach der Vorrunde aus. Bei der zweiten Teilnahme 1990 gelang im Eröffnungsspiel ein Sieg gegen Weltmeister Argentinien und als erste afrikanische Mannschaft wurde das Viertelfinale erreicht. Danach wurde die Vorrunde aber nicht mehr überstanden. In der ewigen WM-Tabelle belegt Kamerun den 33. Platz.

## Übersicht
| Jahr | Gastgeberland  | Teilnahme bis …    | Letzte(r) Gegner                   | Ergebnis | Trainer                           | Bemerkungen und Besonderheiten |
| ---- | -------------- | ------------------ | ---------------------------------- | -------- | --------------------------------- | --- |
| 1930 | Uruguay        | nicht teilgenommen |                                    |          |                                   | Kein selbständiger Staat |
| 1934 | Italien        | nicht teilgenommen |                                    |          |                                   | Kein selbständiger Staat |
| 1938 | Frankreich     | nicht teilgenommen |                                    |          |                                   | Kein selbständiger Staat |
| 1950 | Brasilien      | nicht teilgenommen |                                    |          |                                   | Kein selbständiger Staat |
| 1954 | Schweiz        | nicht teilgenommen |                                    |          |                                   | Kein selbständiger Staat |
| 1958 | Schweden       | nicht teilgenommen |                                    |          |                                   | Kein selbständiger Staat |
| 1962 | Chile          | nicht teilgenommen |                                    |          |                                   | Kein FIFA-Mitglied |
| 1966 | England        | zurückgezogen      |                                    |          |                                   | Alle 15 afrikanischen Mannschaften zogen sich aus der Qualifikation zurück, da die FIFA den Mannschaften aus Afrika, Asien und Ozeanien nur einen Endrundenplatz zugestand. |
| 1970 | Mexiko         | nicht qualifiziert |                                    |          |                                   | In der Qualifikation in der 1. Runde an Nigeria gescheitert, das sich aber ebenfalls nicht qualifizieren konnte. |
| 1974 | Deutschland    | nicht qualifiziert |                                    |          |                                   | In der Qualifikation in der 2. Runde an Zaire gescheitert. |
| 1978 | Argentinien    | nicht qualifiziert |                                    |          |                                   | In der Qualifikation in der 1. Runde an der Republik Kongo gescheitert, die sich aber ebenfalls nicht qualifizieren konnte. |
| 1982 | Spanien        | Vorrunde           | Peru, Polen, Italien               | 17.      | Jean Vincent                      | Nach 3 Unentschieden auf Grund der weniger erzielten Tore als Gruppendritter ausgeschieden. |
| 1986 | Mexiko         | nicht qualifiziert |                                    |          |                                   | In der Qualifikation im Viertelfinale an Sambia gescheitert, das sich aber ebenfalls nicht qualifizieren konnte. |
| 1990 | Italien        | Viertelfinale      | England                            | 7.       | Waleri Kusmitsch Nepomnjaschtschi | Sieg im Eröffnungsspiel gegen den amtierenden Weltmeister Argentinien, Kamerun erreicht als 1. afrikanische Mannschaft das Viertelfinale einer WM, verliert dort aber nach 2:1-Führung mit 2:3 n. V. gegen England.                                                                                  |
| 1994 | USA            | Vorrunde           | Schweden, Brasilien, Russland      | 22.      | Henri Michel                      | Nach einem Remis gegen den späteren Dritten Schweden, sowie Niederlagen gegen den späteren Weltmeister Brasilien und Russland als Gruppenletzter ausgeschieden. |
| 1998 | Frankreich     | Vorrunde           | Österreich, Italien, Chile         | 25.      | Claude Le Roy                     | Nach 2 Remis gegen Österreich und Chile und einer Niederlage gegen Italien als Gruppenletzter ausgeschieden. |
| 2002 | Südkorea/Japan | Vorrunde           | Irland, Saudi-Arabien, Deutschland | 20.      | Winfried Schäfer                  | Nach Remis gegen Irland, Sieg gegen Saudi-Arabien und Niederlage gegen den späteren Vizeweltmeister Deutschland als Gruppendritter ausgeschieden. |
| 2006 | Deutschland    | nicht qualifiziert |                                    |          |                                   | In der Qualifikation in der 2. Runde an der Elfenbeinküste gescheitert. |
| 2010 | Südafrika      | Vorrunde           | Japan, Dänemark, Niederlande       | 31.      | Paul Le Guen                      | Ohne Punkte als Gruppenletzter ausgeschieden. |
| 2014 | Brasilien      | Vorrunde           | Mexiko, Kroatien, Brasilien        | 32.      | Volker Finke                      | In der Gruppenphase der Endrunde schied Kamerun nach 3 Niederlagen aus. |
| 2018 | Russland       | nicht qualifiziert |                                    |          |                                   | In der dritten Runde der CAF-Qualifikation an Nigeria gescheitert. |
| 2022 | Katar          | Vorrunde           | Schweiz, Serbien, Brasilien        | 19.      | Rigobert Song                     | In der 2. Qualifikationsrunde gegen die Elfenbeinküste, Malawi und Mosambik durchgesetzt und in der 3. Runde aufgrund der Auswärtstorregel gegen Algerien für die WM qualifiziert. Nach Niederlage gegen die Schweiz, Remis gegen Serbien und Sieg gegen Brasilien als Gruppendritter ausgeschieden. |

Statistik (Angaben inkl. 2022: 22 Weltmeisterschaften; Prozentangaben sind gerundet)

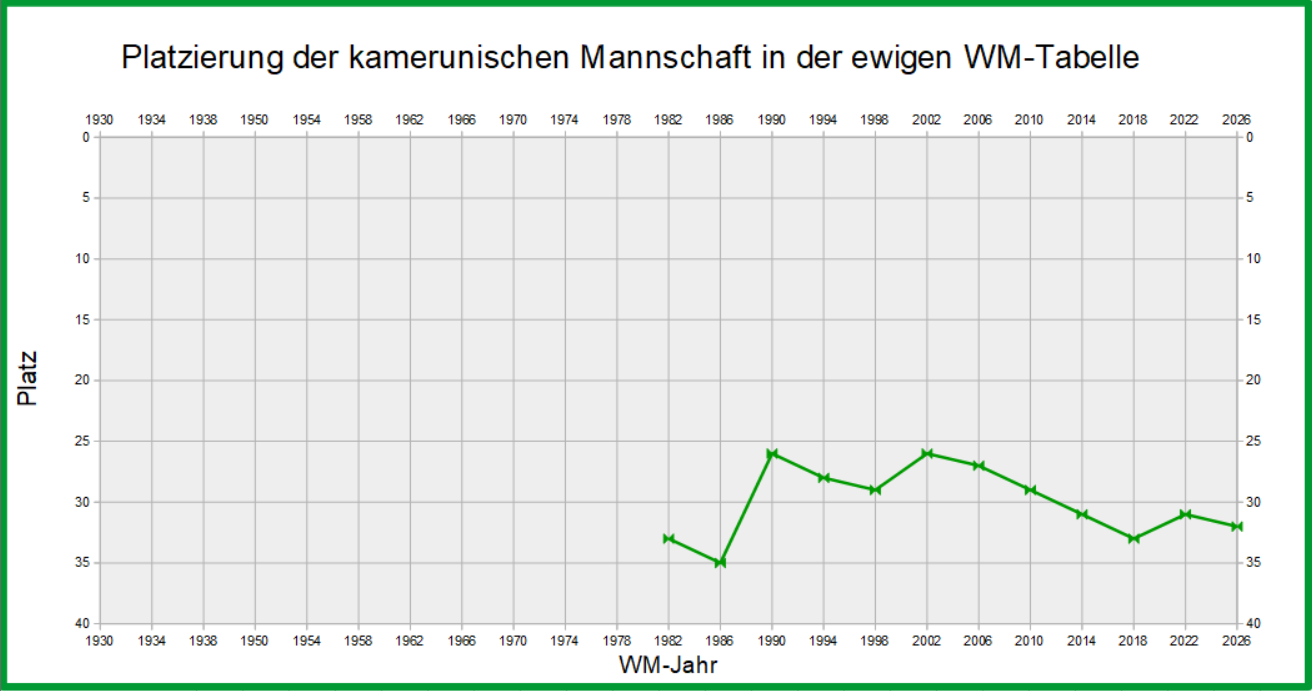
Platzierung der kamerunischen Mannschaft in der ewigen WM-Tabelle

- Sportliche Qualifikation: 8× (36 % bzw. bei 57 % der Versuche)
- Nicht teilgenommen (kein selbständiger Staat, kein FIFA-Mitglied): 7× (32 %; 1930 bis 1962)
- Zurückgezogen: 1× (5 %; 1966)
- Nicht qualifiziert: 6× (27 %; 1970, 1974, 1978, 1986, 2006 und 2018)
- Vorrunde: 7× (32 %; 1982, 1994, 1998, 2002, 2010, 2014 und 2022)
- Viertelfinale: 1× (5 %; 1990)

## WM-Turniere

### 1930 bis 1962
Kamerun war von 1919 bis 1960/61 Französisch-Britisches Mandatsgebiet. Die Fédération Camerounaise de Football wurde zwar bereits 1959 gegründet, aber erst 1964 in die FIFA aufgenommen. Daher konnten Kamerun an den ersten sieben Weltmeisterschaften nicht teilnehmen.

### 1966 in England
Für die WM im „Mutterland des Fußballs“ sollte Kamerun in der Qualifikations-Vorrunde gegen den Sudan antreten. Da aber den Mannschaften aus Afrika, Asien und Ozeanien nur ein Platz bei der Endrunde zugestanden wurde, zogen alle 15 afrikanischen Mannschaften zurück. Auch Südkorea zog sich zurück. Letztendlich spielten nur Australien und Nordkorea die Qualifikation. Es fanden zwei Spiele in Phnom Penh statt; Nordkorea gewann beide Spiele und qualifizierte sich für die WM-Endrunde in England.

### 1970 in Mexiko
Kamerun musste in der Qualifikation für die WM in Mexiko in der ersten Runde gegen Nigeria antreten. Am 7. Dezember 1968 bestritt die Mannschaft in Lagos ihr erstes WM-Qualifikationsspiel und erreichte ein 1:1. Das Rückspiel in Douala wurde aber mit 2:3 verloren, so dass Kamerun ausschied. Nigeria scheiterte dann in der dritten Runde an Marokko, das sich erstmals qualifizieren konnte.

### 1974 in Deutschland
In der Qualifikation für die WM in der Bundesrepublik Deutschland erreichte Kamerun kampflos die zweite Runde, da Gabun in der ersten Runde verzichtete. In der zweiten Runde war Zaire der Gegner. Beide gewannen die Auswärtsspiele mit 1:0, so dass es in Kinshasa zu einem dritten Spiel kam. Dies gewann Zaire mit 2:0 und konnte sich anschließend als erste Subsahara-Mannschaft für die WM qualifizieren, dies blieb aber bis dato die einzige Teilnahme für Zaire bzw. die Demokratische Republik Kongo.

### 1978 in Argentinien
In der Qualifikation zur WM in Argentinien konnte sich Kamerun in der ersten Runde nicht gegen die Republik Kongo durchzusetzen. Nachdem im Auswärtsspiel ein 2:2 erreicht wurde, verlor die Mannschaft ihr Heimspiel mit 1:2. Die Republik Kongo schied dann in der nächsten Runde gegen die Elfenbeinküste aus, die sich aber auch nicht qualifizieren konnte. Denn die Elfenbeinküste scheiterte in der dritten Runde gegen Nigeria. In der Endrunde der letzten Drei belegte Nigeria nur den dritten Platz hinter Gruppensieger und WM-Endrundenteilnehmer Tunesien und Ägypten.

### 1982 in Spanien
Für die WM in Spanien 1982 wurden den Afrikanern erstmals zwei Startplätze zuerkannt. In der Qualifikation setzten sich die Kameruner in der ersten Runde gegen Malawi mit 3:0 und 1:1 durch. In der zweiten Runde wurde Simbabwe mit 2:0 und 0:1 ausgeschaltet und in der dritten Runde Zaire mit 0:1 und 6:1. In der letzten Runde gelang dann durch zwei Siege (2:0 und 2:1) gegen Marokko die erstmalige Qualifikation für die WM-Endrunde und damit traten sie erstmals zu Spielen außerhalb Afrikas an.
In Spanien traf die Mannschaft in der ersten Finalrunde auf Peru, Polen und den späteren Weltmeister Italien. Alle Spiele endeten remis, zweimal 0:0 und 1:1 gegen Italien, wobei Grégoire Mbida eine Minute nach dem italienischen Führungstreffer den Ausgleich und damit das erste WM-Tor für Kamerun erzielte. Italien und Kamerun hatten damit beide 3:3 Punkte, aber Italien mit 2:2 Toren ein Tor mehr erzielt als Kamerun, war damit als Gruppenzweiter für die zweite Finalrunde qualifiziert und Kamerun ungeschlagen ausgeschieden. Die in der ersten Finalrunde schwach spielenden Italiener steigerten sich in der zweiten Finalrunde und wurden am Ende zum dritten Mal Weltmeister.

### 1986 in Mexiko
In der Qualifikation zur zweiten WM in Mexiko erhielten die Kameruner, die 1984 zum ersten Mal die Afrikameisterschaft gewonnen hatten, in der ersten Runde ein Freilos, verloren aber in der zweiten Runde das erste Spiel gegen Sambia mit 1:4. Ein 1:1 im Heimspiel genügte dann nicht, um die dritte Runde zu erreichen, in der Sambia an Algerien scheiterte.

### 1990 in Italien
Für die Qualifikation zur zweiten WM in Italien mussten die Kameruner erst in der zweiten Runde antreten, nachdem sie 1988 zum zweiten Mal die Afrikameisterschaft gewonnen hatten, und setzten sich gegen Nigeria, Angola und Gabun durch, wobei nur das Spiel in Nigeria verloren wurde. In der dritten Runde setzte sich Kamerun mit zwei Siegen (2:0 und 1:0) gegen Tunesien durch und konnte sich zum zweiten Mal für die WM qualifizieren.
Vor der Weltmeisterschaft 1990 wurde der 38-jährige Roger Milla gebeten, sein Land bei der WM in Italien zu vertreten. Milla hatte bereits 1982 an der WM teilgenommen und sich auf Réunion bereits zur Ruhe gesetzt.
In Italien traf Kamerun im Eröffnungsspiel auf Titelverteidiger Argentinien und gewann überraschend mit 1:0 durch ein Tor von François Omam-Biyik, womit gleichzeitig der erste WM-Sieg gelang. Dabei musste Kamerun nach Platzverweisen von André Kana-Biyik und Emile M’Bouh am Ende die Führung mit neun Spielern verteidigen. Auch das zweite Gruppenspiel gegen Rumänien wurde gewonnen, wobei Roger Milla beim 2:1 beide Tore erzielte. Dabei zelebrierte er jedes Tor mit einem Tanz um die Eckfahne, was in den folgenden Jahren von vielen Torschützen kopiert wurde. Kamerun war damit vorzeitig für das Achtelfinale qualifiziert, so dass die erste Niederlage in einem WM-Spiel zwar mit 0:4 gegen die Sowjetunion deftig ausfiel, aber keine Wirkung mehr hatte. Da sich Argentinien und Rumänien im Parallelspiel mit 1:1 trennten, womit beide das Achtelfinale erreichten, war Kamerun Gruppensieger und die Sowjetunion schied als Gruppenletzter aus. Mit dem Sieg gegen Kamerun verabschiedete sich die Sowjetunion von der WM-Bühne.
Im Achtelfinale trafen die Kameruner auf Kolumbien. Da die ersten 90 Minuten torlos verliefen, kam es zur Verlängerung. In dieser erzielte Milla wieder zwei Tore, sodass der Gegentreffer durch die Kolumbianer verkraftet werden konnte. Damit stand erstmals eine afrikanische Mannschaft im WM-Viertelfinale, in dem Ex-Weltmeister England der Gegner war. Kamerun musste zwar in der ersten Halbzeit das 0:1 hinnehmen, konnte aber in der zweiten Halbzeit zunächst das Spiel drehen und mit 2:1 in Führung gehen. Sieben Minuten vor dem Ende der regulären Spielzeit gelang Gary Lineker durch einen Foulelfmeter der Ausgleich und auch in der Verlängerung konnte er einen Foulelfmeter verwandeln, wodurch die Engländer das Halbfinale erreichten, in dem sie im Elfmeterschießen am späteren Weltmeister Deutschland scheiterten. Mit insgesamt vier Toren war Roger Milla zusammen mit drei anderen Spielern drittbester Torschütze der WM.

### 1994 in den Vereinigten Staaten
Für die Qualifikation zur WM in den USA wurden die Ghanaer in eine Gruppe mit Swaziland, Zaire und Liberia gelost. Liberia zog aber nach zwei Spielen zurück, so dass das 0:0 gegen Liberia nicht gewertet wurde. Mit je zwei Siegen und zwei torlosen Remis setzte sich Kamerun als Gruppensieger durch und erreichte die zweite Runde. In dieser waren Simbabwe und Guinea die Gegner. Mit drei Siegen und einer Niederlage erreichte Kamerun den ersten Platz und qualifizierte sich für die WM.
Im ersten Gruppenspiel gegen den späteren Vierten Schweden gelang ein 2:2. Gegen den späteren Weltmeister Brasilien wurde dann mit 0:3 verloren und im letzten Spiel gegen Russland, das nach dem Zerfall der Sowjetunion deren Nachfolge angetreten hatte, wurde mit 1:6 verloren. Dabei gelang dem 42-jährigen Roger Milla das Tor zum zwischenzeitlichen 1:3. Er war damit bis 2014 der älteste Spieler, der bei einer WM-Endrunde zum Einsatz kam, ehe er bei der Weltmeisterschaft 2014 vom kolumbianischen Torhüter Faryd Mondragón (43) abgelöst wurde, und ist bis heute der älteste Torschütze bei einer WM. Aber als Gruppenletzter musste sich Kamerun von der WM verabschieden.

### 1998 in Frankreich
Die Qualifikation zur zweiten WM in Frankreich verlief erneut erfolgreich. In der ersten Runde hatte Kamerun zunächst ein Freilos und konnte sich in der zweiten Runde gegen Angola, Simbabwe und Togo durchsetzen, wobei kein Spiel verloren wurde, und zum vierten Mal die WM-Endrunde erreichen.
In Frankreich gelang im ersten Gruppenspiel ein 1:1 gegen Österreich. Gegen Vizeweltmeister Italien wurde dann mit 0:3 verloren. Mit einem 1:1 gegen Chile reichte es nur zum letzten Platz in der Gruppe, womit Kamerun ausschied.

### 2002 in Japan und Südkorea
In der Qualifikation für die erste WM in Asien setzten sich die Kameruner in der ersten Runde mit zwei 3:0-Siegen gegen Somalia durch. In der zweiten Runde waren dann wieder Angola sowie Sambia, wieder Togo und Libyen die Gegner. Mit nur einer Niederlage und einem Remis bei sechs Siegen setzten sich die Kameruner als Gruppensieger durch und konnten erneut zur WM fahren.
Hier trafen die vom Deutschen Winfried Schäfer trainierten Afrikaner, die im Januar zum vierten Mal die Afrikameisterschaft gewonnen hatten und sich daher Hoffnungen auf das Erreichen der K.-o.-Runde machten, im ersten Gruppenspiel auf Irland und erreichten ein 1:1. Im zweiten Spiel gegen Saudi-Arabien gelang ein 1:0, und damit der bis heute letzte Sieg in einem WM-Spiel. Mit einem Sieg gegen Deutschland im letzten Gruppenspiel hätte noch das Achtelfinale erreicht werden können. In einem überaus harten Spiel mit je sieben Gelben Karten und je einer Gelb-Roten Karte für beide Mannschaften verloren die Kameruner aber mit 0:2 und schieden als Gruppendritter aus.

### 2006 in Deutschland
Für die zweite Weltmeisterschaft in Deutschland konnte sich Kamerun dann nicht qualifizieren. Nach einem Freilos in der ersten Runde musste die Mannschaft in der zweiten Runde der Elfenbeinküste, die sich damit erstmals für die WM qualifizierte, den Vortritt lassen. Nur Ägypten, Libyen, der Sudan und Benin konnten auf die Plätze verwiesen werden. Verpasst wurde die Qualifikation durch ein 1:1 im letzten Heimspiel gegen Ägypten, wodurch die Ivorer, die gleichzeitig im Sudan mit 3:1 gewannen, einen Punkt mehr auf dem Konto hatten.

### 2010 in Südafrika

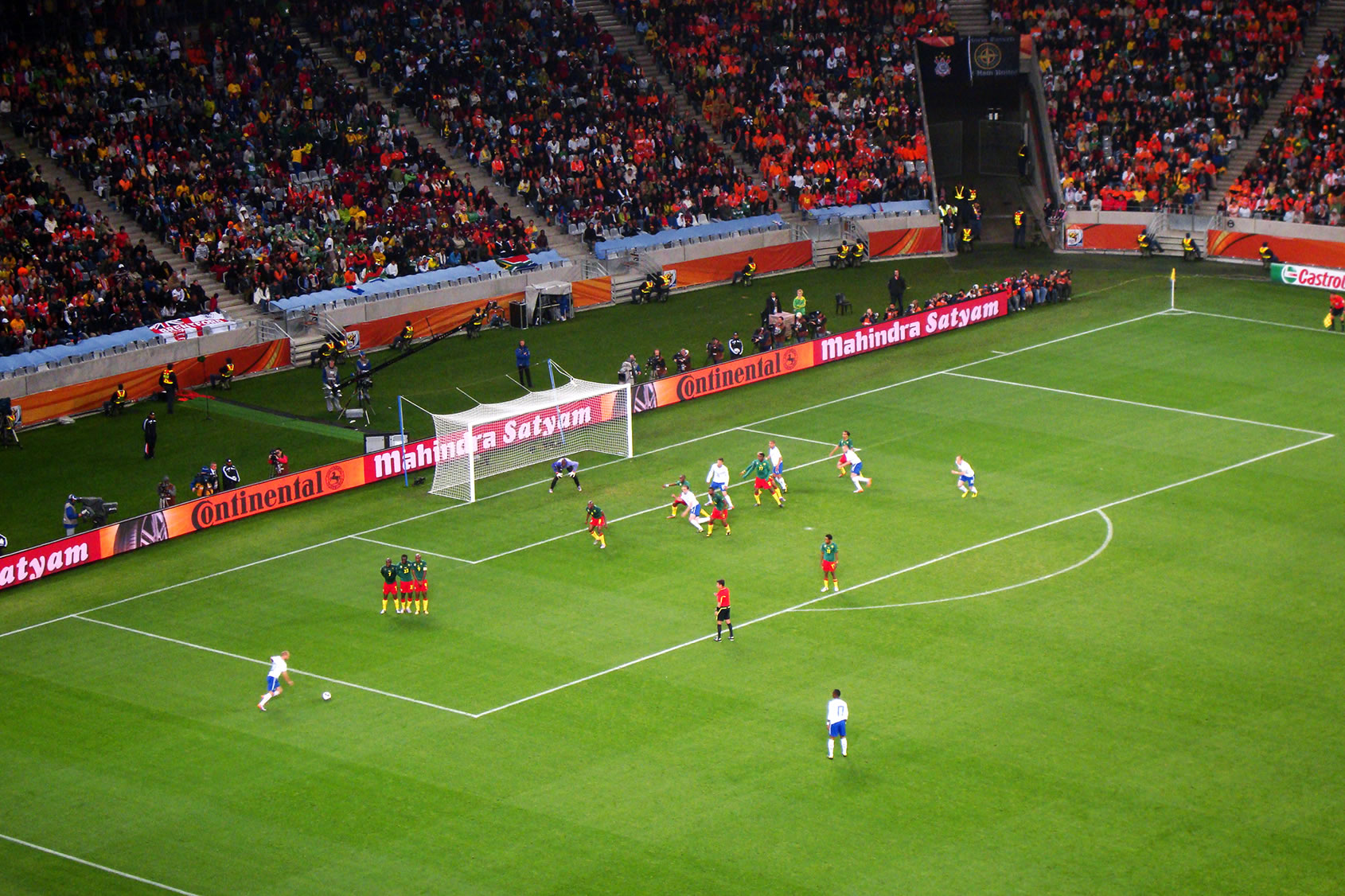
Szene aus dem Spiel gegen die Niederlande (Freistoß für die Niederlande)

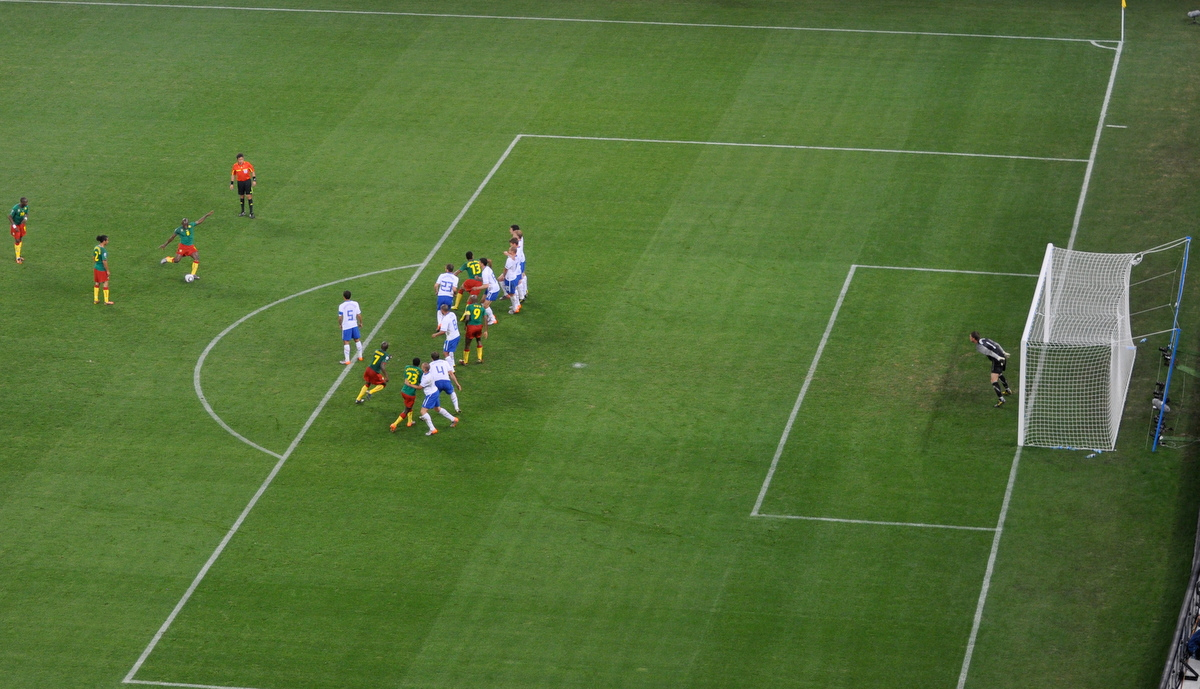
Szene aus dem Spiel gegen die Niederlande (Freistoß für Kamerun)

Die Qualifikation für die erste WM in Afrika wurde dann wieder erfolgreich abgeschlossen. In der zweiten Runde waren Kap Verde, Tansania und Mauritius die Gegner. Mit fünf Siegen und einem Remis setzte sich Kamerun souverän durch. In der dritten Runde waren dann Gabun, Togo und Marokko die Gegner. Zwar verlor Kamerun das erste Spiel in Togo, aber danach folgten vier Siege und ein Remis, womit als Gruppensieger die WM erreicht wurde.
In Südafrika wurden sie in eine Gruppe mit Japan, Dänemark und der Niederlande gelost. Kamerun verlor alle drei Spiele, jeweils mit einem Tor Unterschied und schied als Gruppenletzter erneut in der Vorrunde aus, worauf Trainer Paul Le Guen nach der WM zurücktrat.

### 2014 in Brasilien

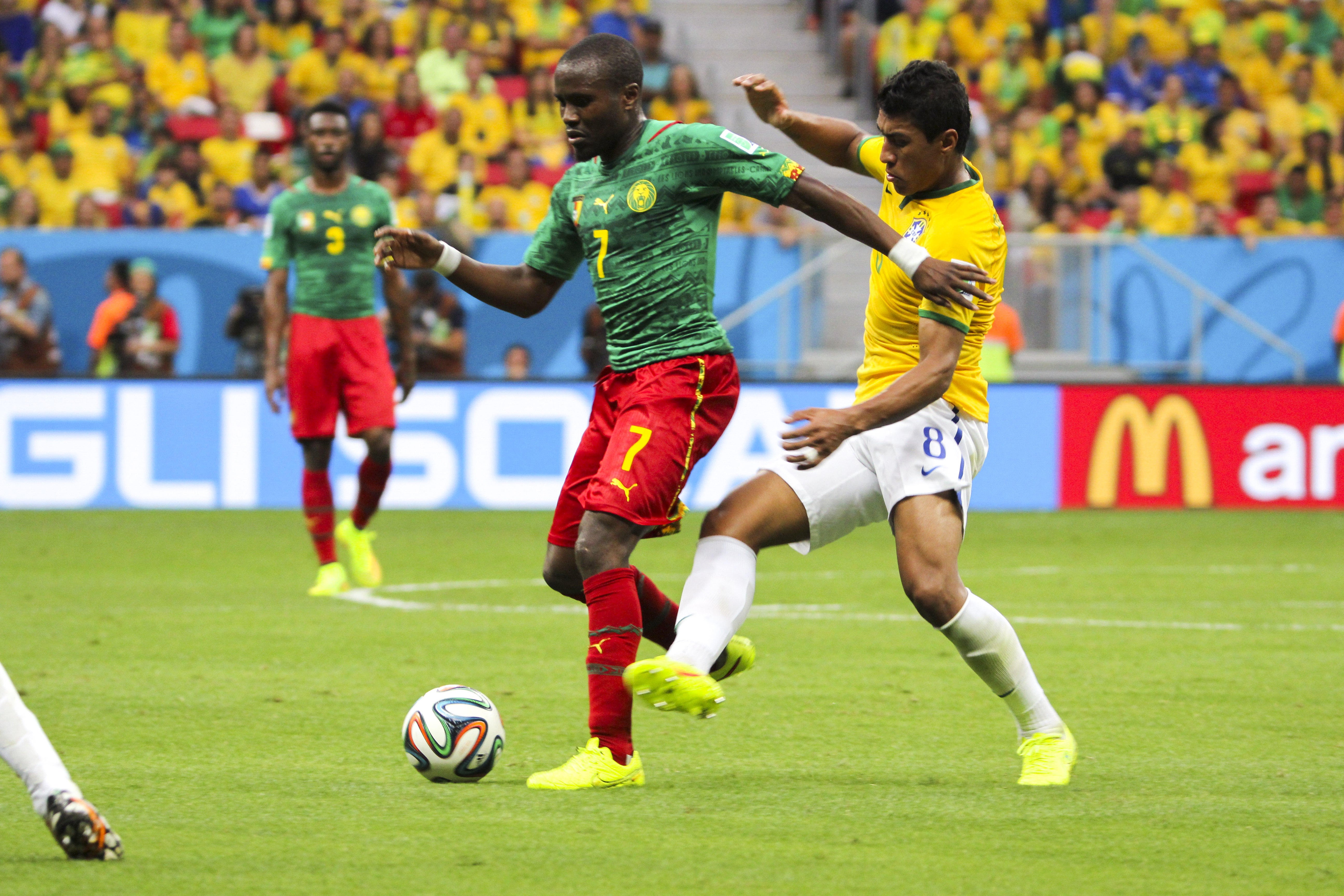
Szene aus dem Spiel gegen Brasilien

Die Qualifikation für die zweite WM in Brasilien verlief erneut erfolgreich. In der Gruppenphase waren Libyen, die Demokratische Republik Kongo und Togo die Gegner. Mit vier Siegen, einem Remis und nur einer Niederlage wurden die Entscheidungsspiele erreicht. Gegner war Tunesien und nach einem 0:0 im Auswärtsspiel reichte das 4:1 im Rückspiel, um zum siebten Mal die WM-Endrunde zu erreichen.
In Brasilien hatten es die seit Mai 2013 von Volker Finke trainierten Kameruner mit Mexiko, Kroatien und dem Gastgeber Brasilien zu tun. Im ersten Spiel gegen Mexiko verloren sie mit 0:1, gegen Kroatien gingen sie mit 0:4 unter und auch gegen Brasilien gab es mit dem 1:4 eine Niederlage, so dass Kamerun erneut als Gruppenletzter ausschied.

### 2018 in Russland
In der Qualifikation musste die Mannschaft erst in der zweiten Runde eingreifen, die im November 2015 ausgetragen wurde. Kurz vor den ersten Spielen wurde Nationaltrainer Volker Finke entlassen, den Posten übernahm übergangsweise Alexandre Belinga. Unter ihm wurde der Niger, Sieger der Erstrundenbegegnung gegen Somalia, im Auswärtsspiel mit 3:0 bezwungen, so dass ein torloses Remis im Heimspiel reichte, um in die dritte Runde einzuziehen. Im Februar 2016 übernahm dann Hugo Broos das Amt des Nationaltrainers. Die dritte Runde startete im Oktober 2016 und endete im November 2017. Nachdem die Kameruner im Februar 2017 die Afrikameisterschaft gewonnen hatten, konnten sie in der WM-Qualifikation die Erwartungen nicht erfüllen und hatten bereits nach vier von sechs Spielen gegen Algerien und Sambia sowie Nigeria keine Chance mehr, sich für die Endrunde zu qualifizieren. Broos wurde als Konsequenz des Scheiterns Anfang Dezember 2017 entlassen.

### 2022 in Katar
In der Qualifikation musste die Mannschaft erst in der zweiten Runde gegen die Elfenbeinküste, Malawi, das in der ersten Runde Botswana ausschaltete, und Mosambik, das sich in der ersten Runde gegen Mauritius durchsetze, antreten. Die zweite Runde sollte eigentlich im März 2020 beginnen, wurde dann wegen der COVID-19-Pandemie mehrfach verschoben und begann dann erst im September 2021. Für Kamerun begann die Qualifikation mit einem 2:0-Sieg gegen Malawi und einer 1:2-Niederlage in der Elfenbeinküste. Danach wurden alle Spiele gewonnen, auch das Gruppenfinale am letzten Spieltag gegen die Ivorer mit 1:0. Da die Ivorer zudem gegen Mosambik im ersten Spiel nur ein torloses Remis erreicht hatten, wurde Kamerun Gruppensieger und zog in die 3. Runde ein, die im März 2022 stattfand. Hier trafen sie auf Algerien. In Kamerun gewannen die Algerier das Hinspiel mit 1:0. Im Rückspiel in Blida stand es nach 90 Minuten 1:0 für Kamerun, so dass es zur Verlängerung kam. In dieser konnten die Algerier in der 118. Minute ausgleichen, Karl Toko Ekambi gelang aber in der vierten Minute der Nachspielzeit noch das Tor zum 2:1-Sieg für Kamerun, so dass sie aufgrund der Auswärtstorregel die WM erreichten. Hier trafen sie auf drei Mannschaften, die schon 2018 in einer Gruppe spielten: Brasilien, Serbien und die Schweiz. Nach einer knappen 0:1-Niederlage gegen die Schweiz im Auftaktspiel und einem 3:3-Unentschieden gegen Serbien fuhr Kamerun im dritten Gruppenspiel einen 1:0-Überraschungssieg gegen Rekordweltmeister Brasilien ein. Kapitän Vincent Aboubakar erzielte das entscheidende Tor in der zweiten Minute der Nachspielzeit. Trotz dieses Erfolges schied Kamerun mit vier Punkten als Gruppendritter bereits in der Vorrunde aus, da die Schweiz im Parallelspiel Serbien mit 3:2 schlagen konnte.

### 2026 in Kanada, Mexiko und den USA
Für die erste WM in drei Ländern wurde die Zahl der Teilnehmer auf 48 erhöht und den afrikanischen Mannschaften vier feste Plätze mehr zugestanden, so dass sich nun neun CAF-Mitglieder direkt qualifizieren können. Eine weitere afrikanische Mannschaft, die unter den Gruppenzweiten der ersten Runde ermittelt wird, nimmt am WM-Play-off-Turnier im März 2026 teil. Die Kameruner treffen in der ersten Runde zwischen November 2023 und Oktober 2025 in Hin- und Rückspielen auf Angola, Eswatini, Kap Verde, Libyen und Mauritius. Gegen alle Gegner ist die Bilanz positiv.

## Spieler

### Rangliste der kamerunischen WM-Spieler mit den meisten Einsätzen
01. François Omam-Biyik – 11 Einsätze bei 3 Turnieren
02. Roger Milla – 10 Einsätze bei 3 Turnieren
03. Rigobert Song – 9 Einsätze bei 4 Turnieren
04. Eric Maxim Choupo-Moting, Samuel Eto’o, Raymond Kalla, Louis Mfede, Thomas N’Kono, Nicolas N’Koulou und Stephen Tataw – 8 Einsätze bei 2, 3 (Choupo-Moting, Kalla, N’Koulou) bzw. 4 (Eto’o) Turnieren
11. Vincent Aboubakar, Emmanuel Kundé und Jonathan Mensah – 7 Einsätze bei 2 bzw. 3 (Aboubakar) Turnieren

### Rangliste der kamerunischen WM-Spieler mit den meisten Toren
01. Roger Milla – 5 Tore
02. Samuel Eto’o – 3 Tore
03. Vincent Aboubakar, Patrick Mboma und François Omam-Biyik – je 2 Tore

### WM-Kapitäne
- 1982: Thomas N’Kono
- 1990, 1994: Stephen Tataw
- 1998: François Omam-Biyik (zweimal ausgewechselt)
- 2002: Rigobert Song
- 2010: Samuel Eto’o
- 2014: Samuel Eto’o (1. Spiel), Nicolas N’Koulou (2. und 3. Spiel)
- 2022: Eric Maxim Choupo-Moting (1. und 2. Spiel), Vincent Aboubakar (3. Spiel)

### Bei Weltmeisterschaften gesperrte Spieler
- 1990: Benjamin Massing und André Kana-Biyik erhielten im Eröffnungsspiel gegen Argentinien die Rote Karte und waren für das zweite Gruppenspiel gesperrt. Im Achtelfinale erhielten André Kana-Biyik, Emile M’Bouh, Victor N’Dip und Jules Onana die zweite Gelbe Karte und waren für das Viertelfinale gesperrt. Im Viertelfinale erhielten Benjamin Massing, Roger Milla und Thomas N’Kono die zweite Gelbe Karte, die aber keinen weiteren Effekt hatte, da Kamerun ausschied.
- 1994: Rigobert Song erhielt im zweiten Gruppenspiel die Rote Karte und war für das letzte Gruppenspiel gesperrt.
- 1998: Raymond Kalla erhielt im zweiten Gruppenspiel die Rote Karte und war für das letzte Gruppenspiel gesperrt. In diesem erhielt Rigobert Song zunächst die zweite Gelbe Karte und dann ebenso wie Lauren die Rote Karte, die aber keinen weiteren Effekt hatten, da Kamerun ausschied.
- 2002: Patrick Suffo erhielt im letzten Gruppenspiel die Gelb-Rote Karte, die aber keinen weiteren Effekt hatte, da Kamerun ausschied.
- 2010: Stéphane Mbia und Nicolas N’Koulou erhielten im dritten Gruppenspiel gegen die Niederlande die zweite Gelbe Karte. Da Kamerun ausschied, hatten diese keinen Effekt.
- 2014: Im zweiten Gruppenspiel gegen Kroatien erhielt Alex Song die Rote Karte und war für das letzte Spiel gegen Brasilien gesperrt.
- 2022: Vincent Aboubakar erhielt im letzten Gruppenspiel gegen Brasilien die Gelb-Rote Karte für das Ausziehen seines Trikots, nachdem er in der zweiten Minute der Nachspielzeit den Siegtreffer für Kamerun erzielen konnte. Collins Fai erhielt im selben Spiel seine zweite Gelbe Karte. Beide Karten hatten allerdings keinen weiteren Effekt, da Kamerun nach der Vorrunde ausschied.

### Anteil der im Ausland spielenden Spieler im WM-Kader
Die Kameruner nominierten zunächst weniger als die Hälfte im Ausland spielende Spieler, 1990 und 1994 dann die Hälfte und ab 1998 die Mehrheit, wobei 2002 und 2010 keine mehr in Kamerun spielende Spieler im Kader standen und 2014 mit Ersatztorhüter Loïc Feudjou, der nicht zum Einsatz kam, und Cédric Djeugoué, der nur ein Spiel machte, nur zwei in Kamerun spielende Spieler im Kader standen.
| Jahr (Spiele) | Anzahl (Länder) | Spieler (Einsätze) |
| ------------- | --- | --- |
| 1982 (3)      | 6 (1 in der Elfenbeinküste, 4 in Frankreich, 1 in den USA) | Joseph-Antoine Bell (0); Ibrahim Aoudou (3), Paul Bahoken (1), Michel Kaham (3), Roger Milla (3); Jean-Pierre Tokoto (3) |
| 1990 (5)      | 11 (10 in Frankreich, 1 in Spanien) | Joseph-Antoine Bell (0), Eugène Ekéké (1), André Kana-Biyik (3), Cyrille Makanaky (5), Benjamin Massing (2), Emile M’Bouh (4), Roger Milla (5), François Omam-Biyik (5), Jean-Claude Pagal (3), Jacques Songo’o (0); Thomas N’Kono (5) |
| 1994 (3)      | 11 (1 in Dänemark, 5 in Frankreich, 1 in Katar, 2 in Portugal, 1 in Saudi-Arabien, 1 in Spanien)                                                                  | Alphonse Tchami (1); Joseph-Antoine Bell (2), André Kana-Biyik (1), François Omam-Biyik (3), Georges Mouyémé (1), Jacques Songo'o (1); Emile M’Bouh (2); David Embé (3), Emmanuel Maboang (2); Thomas Libiih (3); Thomas N'Kono (0) |
| 1998 (3)      | 18 (1 in Deutschland, 6 in Frankreich, 1 in Griechenland, 2 in Italien, 1 in Japan, 1 in Österreich, 1 in Portugal, 3 in Spanien, 1 in Südkorea, 1 in der Türkei) | Alphonse Tchami (3); Didier Angibeaud (3), Joseph-Désiré Job (3), Marcel Mahouvé (1), Salomon Olembé (3), Augustine Simo (1), Rigobert Song (3); Raymond Kalla (2); François Omam-Biyik (3), Pierre Womé (3); Patrick M’Boma (3); Samuel Ipoua (2); Bassey William Andem (0); Lauren Etame (1), Samuel Eto’o (1), Jacques Songo’o (3); Michel Pensée (1); Alioum Boukar (0) |
| 2002 (3)      | 23 (1 in Deutschland, 3 in England, 9 in Frankreich, 1 in Griechenland, 1 in Italien, 1 in Saudi-Arabien, 5 in Spanien, 2 in der Türkei)                          | Rigobert Song (3); Lauren (3), Patrick M’Boma (3), Lucien Mettomo (0); Éric Djemba-Djemba (0), Marc-Vivien Foé (3), Joseph-Désiré Job (1), Carlos Kameni (0), Pius N’Diefi (1), Pierre Njanka (1), Salomon Olembé (3), Jacques Songo’o (0), Bill Tchato (3); Joël Epalle (1); Pierre Womé (3); Joseph N’Do (0); Samuel Eto’o (3), Raymond Kalla (3), Daniel Ngom Kome (2), Geremi Njitap (3), Patrick Suffo (2); Nicolas Alnoudji (0), Alioum Boukar (3),                           |
| 2010 (3)      | 23 (4 in Deutschland, 3 in England, 8 in Frankreich, 1 in Italien, 1 in den Niederlanden, 3 in Spanien, 3 in der Türkei)                                          | Eric Maxim Choupo-Moting (2), Mohamadou Idrissou (3), Georges Mandjeck (0), Joel Matip (1); Benoît Assou-Ekotto (3), Sébastien Bassong (2), Alex Song (1); Vincent Aboubakar (2), Gaëtan Bong (1), Aurélien Chedjou (1), Stéphane Mbia (3), Guy N’Dy Assembé (0), Landry N’Guémo (1), Nicolas N’Koulou (3), Jean Makoun (3); Samuel Eto’o (3); Eyong Enoh (3); Achille Emana (2), Carlos Kameni (0), Pierre Webó (2); Souleymanou Hamidou (3), Geremi Njitap (3), Rigobert Song (1) |
| 2014 (3)      | 21 (1 in Belgien, 2 in Deutschland, 2 in England, 7 in Frankreich, 3 in Spanien, 6 in der Türkei)                                                                 | Fabrice Olinga (0); Eric Maxim Choupo-Moting (3), Joel Matip (2); Benoît Assou-Ekotto (2), Samuel Eto’o (1); Vincent Aboubakar (2), Henri Bedimo (1), Jean Makoun (1), Benjamin Moukandjo (3), Landry N’Guémo (1), Nicolas N’Koulou (2), Edgar Salli (2); Stéphane Mbia (3), Allan Nyom (1), Alex Song (2); Aurélien Chedjou (2), Eyong Enoh (3), Charles Itandje (3), Sammy N’Djock (0), Dany Nounkeu (2), Pierre Webó (3)                                                         |

## Spiele
Die Kameruner bestritten bisher 26 WM-Spiele, davon wurden fünf gewonnen, 13 verloren und acht endeten remis. Zwei Spiele mussten verlängert werden, wovon je eins in der Verlängerung gewonnen und verloren wurde. Die Kameruner trafen einmal auf den Gastgeber (Brasilien), 1990 auf den Titelverteidiger sowie 1982 und 1994 auf den späteren Weltmeister und einmal auf einen Neuling (Russland), der aber die Nachfolgemannschaft einer anderen Mannschaften (Sowjetunion) war. Am häufigsten spielten die Kameruner gegen Brasilien, nämlich dreimal. 17 Spiele waren die ersten Spiele gegen den jeweiligen Gegner.
| Alle WM-Spiele |            |           |               |                             |   |                            | |
| Nr.            | Datum      | Ergebnis  | Gegner        | Austragungsort              |   | Anlass                     | Bemerkung |
| 1              | 15.06.1982 | 0:0       | Peru          | A Coruña (ESP)              | * | Vorrunde                   | Erstes Spiel gegen Peru Erstes Spiel gegen eine südamerikanische Mannschaft Erstes Spiel außerhalb Afrikas           |
| 2              | 19.06.1982 | 0:0       | Polen         | A Coruña (ESP)              | * | Vorrunde                   | Erstes Spiel gegen Polen Erstes von der FIFA anerkanntes Spiel gegen eine europäische Mannschaft                     |
| 3              | 23.06.1982 | 1:1       | Italien       | Vigo (ESP)                  | * | Vorrunde                   | Erstes Spiel gegen Italien                                                                                           |
| 4              | 08.06.1990 | 1:0       | Argentinien   | Mailand (ITA)               | * | Vorrunde (Eröffnungsspiel) | Erstes Spiel gegen Argentinien Erster WM-Sieg sowie erstes Spiel und erster Sieg gegen einen amtierenden Weltmeister |
| 5              | 14.06.1990 | 2:1       | Rumänien      | Bari (ITA)                  | * | Vorrunde                   | Erstes Spiel gegen Rumänien                                                                                          |
| 6              | 18.06.1990 | 0:4       | Sowjetunion   | Bari (ITA)                  | * | Vorrunde                   | Einziges Spiel gegen Sowjetunion                                                                                     |
| 7              | 23.06.1990 | 2:1 n. V. | Kolumbien     | Neapel (ITA)                | * | Achtelfinale               | Erstes Spiel gegen Kolumbien                                                                                         |
| 8              | 01.07.1990 | 2:3 n. V. | England       | Neapel (ITA)                | * | Viertelfinale              | Erstes Spiel gegen England                                                                                           |
| 9              | 19.06.1994 | 2:2       | Schweden      | Los Angeles (USA)           | * | Vorrunde                   | Erstes Spiel gegen Schweden                                                                                          |
| 10             | 24.06.1994 | 0:3       | Brasilien     | San Francisco (USA)         | * | Vorrunde                   | Erstes Spiel gegen Brasilien                                                                                         |
| 11             | 28.06.1994 | 1:6       | Russland      | San Francisco (USA)         | * | Vorrunde                   | Erstes Spiel gegen Russland                                                                                          |
| 12             | 11.06.1998 | 1:1       | Österreich    | Toulouse (FRA)              | * | Vorrunde                   | Erstes Spiel gegen Österreich                                                                                        |
| 13             | 17.06.1998 | 0:3       | Italien       | Montpellier (FRA)           | * | Vorrunde                   | |
| 14             | 23.06.1998 | 1:1       | Chile         | Nantes (FRA)                | * | Vorrunde                   | Erstes Spiel gegen Chile                                                                                             |
| 15             | 01.06.2002 | 1:1       | Irland        | Niigata (JPN)               | * | Vorrunde                   | Erstes Spiel gegen Irland                                                                                            |
| 16             | 06.06.2002 | 1:0       | Saudi-Arabien | Saitama (JPN)               | * | Vorrunde                   | |
| 17             | 11.06.2002 | 0:2       | Deutschland   | Shizuoka (JPN)              | * | Vorrunde                   | Erstes Spiel gegen Deutschland                                                                                       |
| 18             | 14.06.2010 | 0:1       | Japan         | Mangaung/Bloemfontein (ZAF) | * | Vorrunde                   | |
| 19             | 19.06.2010 | 1:2       | Dänemark      | Tshwane/Pretoria (ZAF)      | * | Vorrunde                   | |
| 20             | 24.06.2010 | 1:2       | Niederlande   | Kapstadt (ZAF)              | * | Vorrunde                   | 137. und letztes Länderspiel von Rigobert Song 118. und letztes Länderspiel von Geremi Njitap                        |
| 21             | 13.06.2014 | 0:1       | Mexiko        | Natal (BRA)                 | * | Vorrunde                   | |
| 22             | 18.06.2014 | 0:4       | Kroatien      | Manaus (BRA)                | * | Vorrunde                   | Erstes Spiel gegen Kroatien                                                                                          |
| 23             | 23.06.2014 | 1:4       | Brasilien     | Brasília (BRA)              | A | Vorrunde                   | |
| 24             | 24.11.2022 | 0:1       | Schweiz       | al-Wakra (QAT)              | * | Vorrunde                   | Erstes Spiel gegen die Schweiz                                                                                       |
| 25             | 28.11.2022 | 3:3       | Serbien       | al-Wakra (QAT)              | * | Vorrunde                   | |
| 26             | 02.12.2022 | 1:0       | Brasilien     | Lusail (QAT)                | * | Vorrunde                   | |

### Höchste Siege und Niederlagen
Die ersten drei WM-Siege Kameruns waren gleichzeitig die höchsten Siege gegen diese Mannschaften:
- Argentinien: Vorrunde 1990 - 1:0 (einziger Sieg gegen Argentinien)
- Brasilien: Vorrunde 2022 - 1:0 (zudem ein 1:0 in der Confed-Cup-Vorrunde 2003)
- Kolumbien: Achtelfinale 1990 - 2:1 n. V. (zudem ein 1:0 im Confed-Cup-Halbfinale 2003)
- Rumänien: Vorrunde 1990: 2:1 (einziges Spiel gegen Rumänien)

Kamerun kassierte seine höchsten Niederlagen gegen folgende Mannschaften bei WM-Turnieren:
- Brasilien: Vorrunde 2014 - 1:4 (zudem ein 0:3 im WM-Spiel 1994)
- Dänemark: Vorrunde 2010 - 1:2 (zudem ein 1:2 in einem Freundschaftsspiel)
- Italien: Vorrunde 1998 - 0:3 (einzige Niederlage gegen Italien)
- Kroatien: Vorrunde 2014 - 0:4 (einziges Spiel gegen Kroatien)
- Mexiko: Vorrunde 2014 - 0:1 (zudem ein 0:1 in einem Freundschaftsspiel)
- Niederlande: Vorrunde 2010 - 1:2 (zudem ein 0:1 in einem Freundschaftsspiel)
- Russland: Vorrunde 1994 - 1:6
- Schweiz: Vorrunde 2022 - 0:1 (einziges Spiel gegen die Schweiz)
- Sowjetunion: Vorrunde 1990 - 0:4 (einziges Spiel gegen die Sowjetunion)

## Rekorde und Besonderheiten
- Der älteste Teilnehmer, der bei einer WM ein Tor schoss: Roger Milla im Alter von 42 Jahren und 39 Tagen bei der WM 1994

### Negativrekorde
- Der jüngste Teilnehmer, der bei einer WM des Feldes verwiesen wurde: Rigobert Song im Alter von 17 Jahren und 359 Tagen bei der WM 1994
- Die meisten roten Karten: Rigobert Song sowie Zinédine Zidane (Frankreich) – je zweimal bei insgesamt 3 WM-Teilnahmen.
- Die meisten gelben Karten gab es in den Spielen Kamerun gegen Deutschland – bei der WM 2002 (14 gelbe und 2 gelb-rote) sowie dem Spiel Portugal – Niederlande bei der WM 2006 (12 gelbe und 4 gelb-rote).
- Die meisten Gegentore in einem Spiel durch einen Spieler: Oleg Salenko (Russland) – 5 Tore im Spiel gegen Kamerun, Endstand: 6:1 (1994).
- Die meisten Gegentore bei einem Turnier: 1994 – Kamerun (11 in 3 Spielen) und Bulgarien (11 in 7 Spielen)
- Die höchste Niederlage bei einem Turnier: 1994 Kamerun gegen Russland 1:6 in der Vorrunde
- Schlechteste Mannschaft bei der WM 2014: von der FIFA auf Platz 32 eingestuft.